# Tess Lieder
Pour les articles homonymes, voir Wester.
Tess Lieder, née Tess Wester le 19 mai 1993 à Heerhugowaard, est une joueuse internationale néerlandaise de handball, évoluant au poste de gardienne de but.

## Biographie
À compter de la saison 2015-2016, elle évolue à Bietigheim, club avec lequel elle remporte le championnat d'Allemagne en 2017. À l'été 2018, elle rejoint le club danois Odense Håndbold.
En décembre 2015, elle crée la surprise avec les Pays-Bas en atteignant la finale du championnat du monde, perdue face à la Norvège,. Elle est par ailleurs élue meilleure gardienne de la compétition.
En décembre 2017, elle décroche une médaille de bronze lors du championnat du monde en remportant le match pour la troisième place face à la Suède. Deux ans plus tard, elle devient Championne du monde en 2019, compétition où elle est élue meilleur gardienne pour la deuxième fois de sa carrière.
En avril 2022, elle annonce quitte le club roumain CSM Bucarest puis annonce être enceinte. À l'été 2023, elle rejoint le Borussia Dortmund puis participe au Championnat du monde 2023

## Résultats

### En club
compétitions internationales
- finaliste de la Coupe de l'EHF (C3) en 2017 (avec SG BBM Bietigheim)

compétitions nationales
- Vainqueur du Championnat des Pays-Bas (2) : 2009 et 2010 (avec VOC Amsterdam)
- vainqueur de la coupe d'Allemagne (1) : 2012 (avec VfL Oldenburg)
- Vainqueur du Championnat d'Allemagne (1) : 2017 (avec SG BBM Bietigheim)
- Vainqueur du Championnat du Danemark (1) : 2021 (avec Odense Håndbold)
- vainqueur de la Supercoupe de Roumanie (1) : 2021 (avec CSM Bucarest)
- vainqueur de la coupe de Roumanie (1) : 2022 (avec CSM Bucarest)

### En sélection
Ses résultats en sélection sont :
Championnats du monde
- finaliste du championnat du monde 2015
- troisième du championnat du monde 2017
- vainqueur du Championnat du monde 2019
- 9e place au Championnat du monde 2021
- ?e au Championnat du monde 2023

Championnats d'Europe
- 7e place au championnat d'Europe 2014
- finaliste du championnat d'Europe 2016
- troisième du championnat d'Europe 2018
- 6e place au championnat d'Europe 2020

Jeux olympiques
- 4e place aux Jeux olympiques de 2016
- 5e place aux Jeux olympiques de 2020

autres
- finaliste du championnat d'Europe junior en 2011[9]

### Distinctions personnelles
- élue meilleure gardienne de but du championnat du monde (2) 2015[6] et 2019